# St. Paul (Iowa)
St. Paul è un comune degli Stati Uniti d'America, situato nello Stato dell'Iowa, nella contea di Lee.